# タイラー・ロバーツ
タイラー・ロバーツ（Tyler Roberts, 1999年1月12日 - ）は、ウェールズのサッカー選手。バーミンガム・シティFC所属。ポジションはフォワード。

## 経歴
7歳の時にウェスト・ブロムウィッチ・アルビオンFCのアカデミーに入る。2014-15シーズンのアーセナルFC戦で初のベンチ入りを果たすも、同シーズン中に出場機会はなく、来シーズンのリヴァプールFC戦でプレミアリーグ初出場を果たした。
2016年7月28日、フットボールリーグ1のオックスフォード・ユナイテッドFCに2017年1月まで期限付き移籍した。2017年1月17日にはシュルーズベリー・タウンFCに期限付き移籍した。
2017年8月25日、ウォルソールFCに半年間の期限付き移籍をした。冬にはウェスト・ブロムウィッチに戻るがダニエル・スタリッジが加入したことにより序列の低下を懸念し、2018年1月にリーズ・ユナイテッドFCに4年半契約で移籍した。
2022年7月6日、クイーンズ・パーク・レンジャーズFCに期限付き移籍した。
2023年6月、バーミンガム・シティFCに4年契約で移籍した。

### 代表歴
2015年5月、リヴァプールFCのハリー・ウィルソンとともにウェールズ代表に召集された。